# Сибирская лягушка
Сиби́рская лягу́шка, или аму́рская лягу́шка (лат. Rana amurensis) — вид бесхвостых земноводных из рода бурых лягушек семейства настоящих лягушек. Широко распространён в Западной и Восточной Сибири и на Дальнем Востоке на территории России, Монголии, Китая и КНДР. Обитает во влажных лесах, на лугах, болотах и в долинах рек, предпочитая открытые ландшафты. Имеет небольшие размеры. Верхняя сторона тела окрашена в коричневые тона, а по центру спины проходит светлая полоса. Нижняя сторона тела беловатая или сероватая с красными, изредка жёлтыми или, у молодых особей, серыми пятнами. Питается наземными беспозвоночными. Активна в основном ранним утром и вечером, но встречается и днём. Зимует как правило на дне водоёмов с сентября—ноября по апрель—июнь в зависимости от региона. Размножается ранней весной. В отличие от многих лягушек, самцы не имеют резонаторов, в связи с чем обычно они не образуют брачные хоры. Имеет высокую численность, в связи с чем отнесена к видам, вызывающим наименьшие опасения.

## Систематика
Европейские исследователи обнаружили этот вид в XVIII в., но первоначально относили его к травяной лягушке (Rana temporaria). Под этим названием её указывал А. Ф. Миддендорф, по рисункам которого в 1869 году Я. Стеенструп описал новый вид, Rana middendorffi, однако это название не использовалось и было признано забытым (nomen oblitum). В 1886 году Ж. А. Буланже описал лягушку по экземплярам с территории современного Хабаровского края, дав ей название Rana amurensis. В 1898 году Я. Бедряга на основе материалов экспедиции Пржевальского из Китая описал подвид бурой лягушки Rana temporaria asiatica, к которому отнёс также сибирскую лягушку, в связи с чем долгое время сибирскую и центральноазиатскую (Rana asiatica) лягушек относили к одному виду. Кроме центральноазиатской, сибирскую лягушку объединяли с дальневосточной и хоккайдской лягушками, но к концу XX века их признали отдельными видами. С этого времени выделяли 2 подвида сибирской лягушки, но по результатам более поздних исследований, один из них признали самостоятельным видом, Rana coreana, и в настоящее время подвиды не выделяются.

## Описание
Длина тела составляет 38—84 мм. Голова занимает около трети длины тела, уплощённая, относительно узкая, с удлинённой умеренно острой мордой, кончик которой немного выдаётся за край нижней губы. Диаметр глаза приблизительно равен расстоянию от его края до ноздри. Зрачок горизонтальный. Задняя часть языка свободна и раздвоена. Ноздри выпуклые и располагаются ближе к глазу, чем к кончику морды и краю верхней губы. Барабанная перепонка у живых лягушек почти равна по диаметру глазу, при этом у самцов она меньше, чем у самок. Резонаторы редуцированы.
Кожа на боках тела, бёдрах и задней части брюха покрыта зёрнами, которые часто имеют красный цвет. Передняя часть брюха гладкая. Спинно боковые складки хорошо развиты, тонкие и светлые, загибаются в сторону барабанной перепонки. Задняя конечность относительно короткая и если её вытянуть вперёд, голеностопный сустав не доходит до глаза. Голень короче тела в 1,75—2,4 раза, а голеностопные сочленения соприкасаются или слабо перекрываются, если их расположить перпендикулярно продольной оси тела. Внутренний пяточный бугор некрупный, в 2,3—5,6 раза короче первого пальца задней ноги. Пальцы соединены хорошо развитыми перепонками. Формула пальцев на передней конечности 1≤2<4<3, а на задней — 1<2<5<3<4. Передние конечности у самцов массивнее, чем у самок. Брачные мозоли на первом пальце у самцов полурасчленённые.

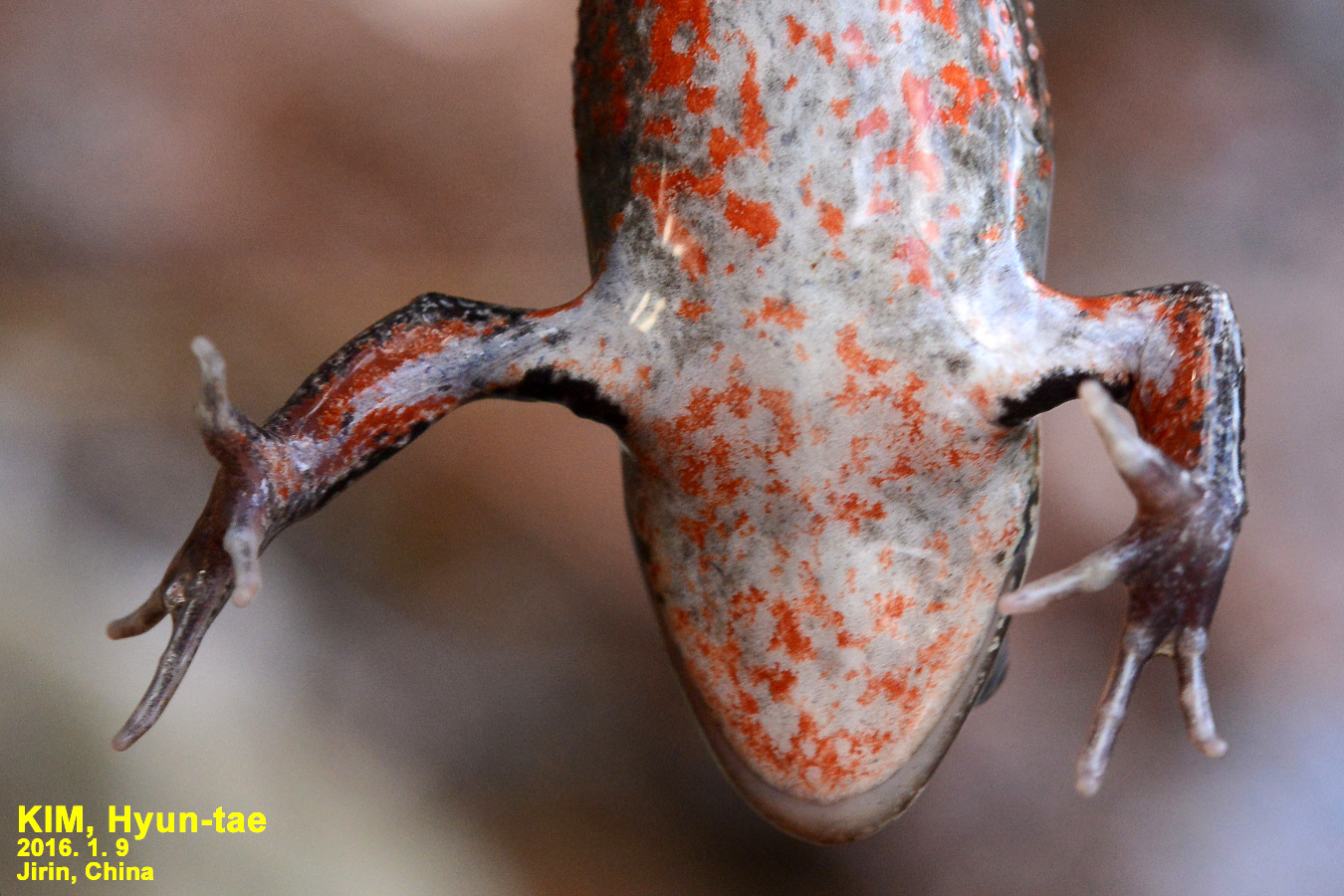
Нижняя сторона тела покрыта красными пятнами

Спина сероватая или серо-коричневая до почти оливковой с тёмными пятнами, которые могут сливаться в виде тяжей. Верхняя губа серебристо-белая. Радужина серебристо-буланая или мраморно-розовая, от зрачка к переднему и заднему краю глаза отходят клиновидные почернения. От кончика морды через ноздрю к переднему краю глаза тянется чёрная или тёмно-коричневая полоса, которая за глазом продолжается в виде височного пятна. Височное пятно крупное, тянется от заднего края глаза до предплечья, наибольшей ширины достигает в области барабанной перепонки. По средней линии верхней стороны тела от уровня глаз до клоаки проходит чёткая светлая полоса. По бокам от неё часто расположены бугорки. Живот белый или желтовато-белый с крупными частично сливающимися кроваво-красными пятнами неправильной формы, которые могут чередоваться с тёмными пятнами. На юге Сахалина у некоторых особей пятна снизу зеленовато- или серовато-жёлтые, а на севере Монголии — жёлтые. У молодых особей пятна на нижней стороне тела серые. В области схождения боков и бёдер отсутствует жёлто-зелёное пятно.
Геном имеет размер 10,87—11,14 пг, в диплоидном наборе 26 хромосом. Фундаментальное число равно 52.

## Распространение
Будучи одной из самых распространённых амфибий Палеарктики, сибирская лягушка имеет обширный ареал, который включает Западную и Восточную Сибирь, Дальнем Востоке России (в том числе Сахалин), Корею, северную и центральную Монголии и северо-восточный Китай. Несколько популяций известно за северным полярным кругом. Населяет преимущественно небольшие высоты до 500 м над уровнем моря, однако в Монголии встречается на высоте 580—1500 м над уровнем моря.
На запад ареал доходит до окрестностей Туринска и Ленино в Свердловской области. Граница арела отсюда идёт на северо-восток до нижнего течения Иртыша в Ханты-Мансийском Автономном округе, где вдоль Иртыша и Оби идёт на север до деревни Батово и Октябрьского района Ямало-Ненецкого автономного округа, затем поворачивает на юго-восток до Богучанского района Красноярского края и окрестностей Усть-Илимска в Иркутской области. Здесь граница ареала снова поворачивает на северо-восток в Якутии, проходя вдоль линии верхнее течение Вилюя — верхнее течение Мархи — Жиганск — вверх по течению Лены до посёлков Сиктяха и Бууру — озеро Хайыр. Отсюда она идёт на юго-восток вдоль линии посёлок Тылгыс Верхоянского района — Усун-Кюёль Верхнеколымского улуса — посёлки Балыгычан и Сеймчан Среднеканского района Магаданской области, затем на юг к побережью Охотского моря. Южная граница области распространения проходит от уезда Кымъя в северокорейской провинции Хамгён-Намдо через горы к северу от Пхеньяна до границы с Китаем. Здесь лягушка обитает в горах центрального Ляонина, Гирине и северной половине Внутренней Монголии. В Монголии она распространена в северных, северо-восточных и центральных областях страны, а распространение на юге и западе ограничено сухими степями и полупустынями и горами Хангая. В России южная граница распространения проходит от города Кяхта по долинам рек Джида и Иркут до села Тунка в Бурятии, затем идёт по юго-западу Иркутской области, югу Красноярского края, проходит верховья реки Чулым в Хакасии, Кемеровскую область, предгорья Алтайских гор и правый берег реки Катунь в нижнем течении, далее через посёлок Беспятый Новосибирской области, реку Омь и левый берег Иртыша в Саргатском районе Омской области, Армизонский район Тюменской области, окрестности села Степное на северо-востоке Курганской области к Туринску в Свердловской области.
Обитает в хвойных, смешанных и лиственных лесах, проникает в зону тундры и лесостепную зону, занимая открытые влажные места, такие как влажные луга, болота, заросшие берега озёр и рек, и открытые поляны с обильной растительностью и древесным опадом. Связь с водоёмами наиболее выражена в южных и самых северных частях ареала. В Западной Сибири встречается от средней тайги до лесостепи. В средней и южной тайге предпочитает пойменные болота и луга, в подтаёжных лесах — низинные болота, луга и елово-берёзовые переувлажнённые леса у рек, в лесостепи — преимущественно на сплавинах крупных озёр. В центральной Якутии обитает на заливных лугах, по краям кочкарниково-злаково-осоковых и моховых болот, опушкам лесов, долинам рек, берегам озёр и в аласных лесах. В Прибайкалье занимает открытые пойменные биотопы, такие как луга и кочкарники, в Забайкалье — разнотравно-злаковые и злаковые степи у водоёмов, кочкарные луга, ольшаники, открытые низинные болота, поймы рек, опушки и поляны лесов. В Хабаровском крае населяет пойменные луга, сырые лиственничные, смешанные и мелколиственные леса, заросли деревьев, поймы с болотами и лугами, в Приморье — сырые луга с мелколиственными древесными зарослями, берега озёр, открытые поймы, вторичные широколиственные леса, агроландшафты, заброшенные поля и карьеры. В Монголии держится вблизи стоячих или слабопроточных водоёмов и встречается в основном в долинах рек с древесной растительностью. В КНДР она приурочена к горным ручьям и изолированным горным озёрам.

## Активность
Активна преимущественно ранним утром и вечером, хотя регулярно встречается и днём. Летом лягушки имеют индивидуальные участки. Зимовка начинается при температуре воздуха около +11° C, а завершается при температуре воздуха +2—9° C и температуре воды +1—6° C. В разных частях ареала она длится с начала сентября — начале ноября (как правило, сентябрь—октябрь) до апреля — конца мая, редко начала июня, в зависимости от широты. Лягушка зимует в ямах на дне рек и озёр, а также в колодцах, как правило, группами по нескольких десятков особей, иногда образует скопления до нескольких тысяч особей. Реже зимует на суше в лесной подстилке, под корнями деревьев или во мху на глубине до 30 см. Наземная спячка предположительно более характерна для южных регионов. Наибольшая выживаемость наблюдается при зимовке в проточной воде при малой плотности особей, а наименьшая — в ямах на дне, где из-за заморов могут гибнуть тысячи лягушек.

## Питание
Головастики питаются детритом и водорослями, растущими на подводных субстратах, и могут захватывать вместе с ними мелких малоподвижных беспозвоночных и песок. Перед метаморфозом питание сначала становится реже, а затем вовсе прекращается. Его возобновление может наблюдаться у не до конца метаморфизировавших особей, имеющих рудимент хвоста. Они поедают наземных клещей и коллембол длиной 0,1—2,0 мм. На последней стадии метаморфоза почти все особи активно питаются, добычей им становятся наземные улитки, многоножки и насекомые размерами до 10 мм. Сеголетки охотятся в основном на насекомых, при этом с возрастом в рационе возрастает доля летающих насекомых. Редко они могут потреблять личинок водных членистоногих и водоросли. Спустя месяц после метаморфоза размер пищевых объектов лягушат становится сопоставимым с таковым у взрослых. Взрослые лягушки питаются главным образом наземными беспозвоночными, иногда, особенно на севере ареала, потребляют также водных моллюсков и насекомых.

## Размножение и развитие
Сезон размножения начинается через 3—10 суток после выхода из зимовок. На юге ареала это происходит в апреле—мае, а в холодных северных районах — до первой половины июня, иногда до июля. Размножение происходит в мелких стоячих водоёмах глубиной до 15—25 см, в озёрах, прудах, больших лужах и болотах. В отличие от дальневосточной и хоккайдской лягушек не размножается в проточной воде.
Из-за редуцированных резонаторов, брачные крики самцов тихие и низкие. Традиционно считается, что брачные хоры у этого вида отсутствуют, но в крупных скоплениях крики самцов могут сливаться в хор, который может быть слышно на расстоянии до 150—200 м. Амплексус подмышечный. В кладке 80—4040 яиц, отложенных в одном или двух комках. Яйца с оболочками имеют диаметр около 6 мм, а без них — 1,5—2 мм. Плотность кладок достигает 40 штук/м². Чаще они располагаются на мелководье, и рассеяны сильнее, чем у дальневосточной и хоккайдской лягушек. Эмбриональное развитие занимает 3—11 суток, но при неблагоприятных условиях может происходит задержка развития. Часто наблюдается гибель большей части икры от высыхания. Головастики выходят из икринок со второй половины апреля по июль. Сразу после выклева они имеют длину 7—8 мм, а к концу личиночного развития вырастают до 34—45 мм. Метаморфоз происходит в июне—августе. На втором году жизни на брюхе лягушонка появляется мраморный рисунок. Максимальный возраст на Сахалине и в Якутии 5—7, в материковой части Дальнего Востока — 11 лет, у большинства взрослых — 7—8 лет.

## Враги и паразиты
Икру и молодых личинок могут поедать головастики дальневосточной лягушки, личинки стрекоз, ручейников и жуков-плавунцов. Сеголеток и взрослых лягушек поедают рыбы (остромордый ленок, обыкновенный таймень, амурский сом), чернопятнистая лягушка, змеи (обыкновенный и тигровый ужи, красноспинный полоз, обыкновенная гадюка, уссурийский и обыкновенный щитомордник), птицы (пегий лунь, большой подорлик, обыкновенный канюк, чёрный коршун, серый журавль, серая цапля, большая выпь, серая и чёрная вороны, филин) и млекопитающие (выдра, барсуки, колонок, американская норка, енотовидная собака, ондатра).
Среди паразитов известны Angiostoma, трематоды (Diplodiscus subclavatus, Dolichosaccus rastellus, Haplometra cylindracea, Halipegus japonicus, Opisthioglyphe ranae, O. koisarensis, Pneumonoeces variegatus, P. schulzei, P. sibiricus, Pleurogenoides japonicus, P. medians), нематоды (Rhabdias bufonis, Oswaldocruzia filiformis, O. yezoensis, Cosmocercoides pulcher, Agamospirura tigrina, Aplectana acuminata, Cosmocerca ornata, C. commutata, Rhaphidascaris). Отмечен миаз, вызванный мухой-лягушкоедкой и нападение пиявки Glossiphonia complanata.

## Состояние популяций
На большей части ареала является обычным или многочисленным видом, плотность популяций которого снижается лишь на периферии ареала. Плотность населения достигает от нескольких десятков до нескольких сотен или тысяч особей на гектар. В то же время на самой северной и самой южной областях ареала вид образует плотные, но небольшие группы в подходящих местах, и общая численность является низкой.
Снижение численности происходит из-за развития городов, постройки плотин, загрязнения и осушения водоёмов, а также отлова для еды, китайской народной медицины и использования в качестве наживки для колонка.
Международный союз охраны природы отнёс сибирскую лягушку к видам, вызывающим наименьшие опасения. Занесена в Красные книги ряда регионов России: Курганской, Магаданской, Свердловской областей, Красноярского и Пермского краёв, Чукотского, Ямало-Ненецкого и Ханты-Мансийского автономных округов.